# Tropeognathinae
De Tropeognathinae zijn een groep uitgestorven pterosauriërs, behorende tot de Pterodactyloidea.
In 2020 concludeerden Borja Holgado en Rodrigo Pêgas na een fylogenetische analyse dat de Anhangueridae verdeeld konden worden in drie kladen: de Anhanguerinae, de Coloborhynchinae en een aantal vormen verwant aan Tropeognathus. Die laatste benoemden ze als de aparte klade Tropeognathinae.
De stamklade Tropoeognathinae werd gedefinieerd als de groep bestaande uit Tropeognathus mesembrinus en alle soorter nauwer verwant aan Tropeognathus dan aan Coloborhynchus clavirostris of Anhanguera blittersdorffi.
Volgens de analyse van 2020 bestond de groep behalve Tropeognathus zelf uit Ferrodraco lentoni, Mythunga camara en Siroccopteryx moroccensis.
Binnen de Anhangueridae zouden de Colobohynchinae en de Anhanguerinae samen een meer afgeleide klade vormen. Daar waren de Tropeognathinae dan weer de meer basale zustergroep van. Daarbinnen zou Tropeognathus de zustersoort zijn van Siroccopteryx en Ferrodraco van Mythunga.
De groep bestaat uit middelgrote tot grote pterosauriërs, met een spanwijdte van vier tot zes meter, uit het middelste Krijt, Albien-Turonien, van Gondwana. Ze hebben lange koppen met vrij lange tanden die gebruikt kunnen zijn om vissen te grijpen. Hun snuiten hebben een hoge premaxillaire lengtekam op de punt.
In 2020 werd drie synapomorfieën, gedeelde nieuwe eigenschappen, gegeven. De voorste delen van de snuit en de onderkaken zijn beperkt verbreed, minder dan 30% breder dan de insnoering achter de rozet, het voorste grijporgaan van de snuit. De tanden zijn relatief kort, minder dan driemaal langer dan breed. De snuitkam loopt tot aan de punt van de snuit.
De tropeognathinen wijken van de klade Anhanguerinae + Coloborhynchinae af door het ontbreken van een binnenwaartse verplaatsing van het vijfde tandenpaar.